# Васил Нанов
Васил Киров Нанев или Нанов е български революционер, деец на Вътрешната македонска революционна организация.

## Биография
Васил Нанов е роден на 25 декември 1884 година в кукушкото село Михалово, тогава в Османската империя. Негов баща е Киро Нанов Миалски, установил се в Текелиево и оглавил българското национално движение там, убит през 1903 година от андарти.
Завършва Солунската българска католическа семинария в 1901 година и Солунската гимназия в 1903 година. Работи в Солунската католическа болница от 1903 до 1906 година и в железопътната компания „Ориенто“ в Солун до 1913 година. Участва в Първата световна война в Българската армия като подофицер. Работи в „Жонксион Дедеагач“ до 1920 година и след това в Дирекцията на телеграфите и телефоните в София до 1924 година, а след това в Министерството на финансите до септември 1927 година. През септември 1927 година е арестуван в Солун заедно с Кулелията, обвинени са в опит за атентат и разстреляни на 7 май 1928 година в Еди куле, Солун.